# Der Neger
Der Neger – pierwszy singiel niemieckiego rapera o ksywce B-Tight. Utwór ten promował album pod tytułem Der Neger In Mir.